# Гіперчутливість
Гіперчутли́вість — неадекватне або надмірне проявлення реакції набутого імунітету. В основі гіперчутливості лежить корисна для організму імунна відповідь, яка в цьому випадку діє неадекватно, інколи з виникненням запалень і пошкодженням тканин. Її можуть спричинити різні антигени. Причини виникнення в різних людей різні. Гіперчутливість проявляється не при першому, а, як правило, при наступних контактах з антигеном. Кумбсон і Джелл виділили чотири типи гіперчутливості — I, II, III, IV, але на практиці вони не обов'язково зустрічаються порізно. Реакції перших трьох типів відбуваються за участю антитіл, реакції четвертого — переважно Т-лімфоцитами і макрофагами.
Гіперчутливість — це один із видів патології імунної системи (поряд з аутоімунною патологією та імунодефіцитом), клінічний синдром.

## Типи гіперчутливостей
Згідно з класифікацією, розробленою науковцями Робіном Кумбсом і Філіпом Джеллом, виділяють такі типи гіперчутливості:
1. Гіперчутливість I типу
2. Гіперчутливість II типу
3. Гіперчутливість III типу
4. Гіперчутливість IV типу

### Гіперчутливість I типу
Часто замість терміна «гіперчутливість I типу» вживають «гіперчутливість негайного типу» або алергія.
Гіперчутливість негайного типу розвивається в тому випадку, якщо антитіла (імуноглобуліни класу Е) направлені проти не шкідливих антигенів зовнішнього середовища, таких як квітковий пил, лупа тварин та іншого. Виділені організмом в результаті реакції біологічно активні речовини (медіатори) викликають гострі запальні процеси. Важливою ознакою для гіперчутливості негайного типу є велика швидкість її розвитку та високий ступінь ураження.

### Гіперчутливість II типу
Існує й інший варіант цього терміна — «гіперчутливість антитілозалежного цитотоксичного типу».
Більшість ліків є гаптенами, тому при проникненні їх в організм імунна відповідь не включається. Однак в окремих випадках ліки можуть зазнати адсорбції на поверхні нормальних, здорових клітин організму. На поверхні цих клітин вони хімічно взаємодіють з білками та модифікують їх. Такі білки, змінені під впливом адсорбованого лікарського середника, розглядаються імунною системою як генетично чужорідні. А оскільки вони зв'язані з мембраною клітини, то й така клітина теж буде вважатись генетично чужорідною. Імунна відповідь організму буде спрямована на її знищення. Клінічні прояви медикаментозної алергії в цих випадках будуть залежати від локалізації клітин, які адсорбували на своїй поверхні лікарську речовину.

### Гіперчутливість III типу
При зустрічі антигена з антитілом вони з'єднуються в імунний комплекс, який руйнується в системі мононуклеарних фагоцитів (СМФ). Це відбувається при нормальному функціонуванні імунної системи. Проте інколи такі комплекси не руйнуються, а відкладаються у тканинах й органах. Розвинуті таким чином пошкодження називаються гіперчутливістю III типу, або хворобою імунних комплексів.

### Гіперчутливість IV типу
Існує й інший варіант цього терміна — «Гіперчутливість сповільненого типу».
IV тип гіперчутливості лежить в основі розвитку інфекційної (мікробної) алергії та контактного дерматиту.
Інфекційна алергія пов'язана з розвитком клітино-опосередкованої реакції гіперчутливості при повторному проникненні в організм мікроорганізмів або їхніх токсинів. Інфекційна алергія спостерігається при багатьох інфекційних захворюваннях, які спричинюють бактерії (туберкульоз, сифіліс, бруцельоз, туляремія); найпростіші (токсоплазмоз); патогенні гриби (гістоплазмоз) та віруси (герпесвіруси) і відіграє важливу роль в їхньому патогенезі. Вивчення проявів гіперчутливості сповільненого типу у відповідь на введення екстракту того чи іншого збудника лежить в основі методу шкірно-алергічних проб.
Контактний дерматит виникає при безпосередньому контакті ряду алергенів (косметика, біжутерія, ліки, вироби з латексу, шкіри) зі шкірними покривами сприйнятливого організму. Алерген проникає крізь поверхневі шари епідермісу та захоплюється клітинами Лангерганса (дендритні клітини шкіри), які здійснюють процесинг алергену і його презентацію відповідному клону Т-хелперів першого типу. Останні зазнають клональної експансії. При повторному захопленні алергену клітинами Лангерганса відбудеться надмірна активація Т-хелперів першого типу, які почнуть інтенсивно продукувати величезну кількість цитокінів, спрямованих на активацію та міграцію в вогнище проникнення алергену клітин моноцитарно-макрофагального походження. Макрофаги разом із цитокінами зумовлюватимуть розвиток запального процесу у воротах проникнення алергену.